# Maby
Maby är en ort i Mexiko.   Den ligger i kommunen Pinal de Amoles och delstaten Querétaro Arteaga, i den centrala delen av landet, 200 km norr om huvudstaden Mexico City. Maby ligger 1 067 meter över havet och antalet invånare är 219.
Terrängen runt Maby är kuperad åt nordväst, men åt sydost är den bergig. Runt Maby är det ganska glesbefolkat, med 23 invånare per kvadratkilometer. Närmaste större samhälle är Jalpan, 8,5 km nordost om Maby. I omgivningarna runt Maby växer huvudsakligen savannskog.